# Куррал-Велью
Куррал-Велью (порт. Curral Velho) — муниципалитет в Бразилии, входит в штат Параиба. Составная часть мезорегиона Сертан штата Параиба. Входит в экономико-статистический микрорегион Итапоранга. Население составляет 2574 человека на 2006 год. Занимает площадь 180,585 км². Плотность населения — 14,3 чел./км².

## История
Город основан в 1963 году.

## Статистика
- Валовой внутренний продукт на 2003 год составляет 5 647 064,00 реалов (данные: Бразильский институт географии и статистики).
- Валовой внутренний продукт на душу населения на 2003 год составляет 2200,73 реалов (данные: Бразильский институт географии и статистики).
- Индекс развития человеческого потенциала на 2000 год составляет 0,595 (данные: Программа развития ООН).